# Відкун Квіслінг
Відкун Абрагам Лауриц Юнссен Квіслінґ (норв. Vidkun Abraham Lauritz Jonssøn Quisling [ˈvɪ̀dkʉn ˈkvɪ̀slɪŋ] ( прослухати), 1887—1945 рр.) — норвезький офіцер, політик, засновник і голова націоналістичної партії «Національна єдність» (норв. Nasjonal Samling, трансліт. Нашунал Самлінґ). З лютого 1942 року і до кінця Другої світової війни обіймав посаду міністра-президента окупованої гітлерівцями Норвегії. Після війни розстріляний за звинуваченням в державній зраді. У Норвегії та більшості країн Європи слово «квіслінґ» стало синонімом слів «зрадник», «колаборант».

## Біографія

### Дитинство і початок кар'єри
Народився 18 липня 1887 року в родині пастора і фахівця з генеалогії Юна Лауріца Квіслінґа. Обоє його батьків належали до давніх і знатних родів регіону Телемарк. З малого віку хлопець виявив різні обдарування, мав хист до математики — ще 12-річним у школі винайшов математичний приклад, який почали використовувати у шкільному підручнику математики. Видавництво також згадало його ім'я в підручнику як заохочення для інших учнів цікавитися математикою. Проте після війни через непопулярність Квіслінґа у Норвегії згадку про нього прибрали.
По закінченні школи у 1911 році Відкун вступив до одного з найкращих військових училищ Норвегії і, закінчивши його з відзнакою, отримав звання майора у норвезькій армії, був військовим аташе у Петрограді та у Гельсінкі. У 1920-х роках Квіслінґ працював в Україні у складі гуманітарної організації Фрітьйофа Нансена, був автором одного з найдетальніших звітів про Голодомор в Україні 1921-1923 років і допомагав жертвам голоду. Під час перебування в Україні познайомився і пізніше одружився з уродженкою Харкова Марією Пасєчніковою. Після розриву дипломатичних відносин між СРСР та Великою Британією також виконував обов'язки повіреного у справах Сполученого Королівства, за що отримав Орден Британської імперії. По поверненні до Норвегії був міністром оборони в уряді Аграрної партії у 1931—1933 рр.

### На чолі партії
17 травня 1933 року у річницю конституції Норвегії Відкун Квіслінґ разом зі своїми соратниками заснував націоналістичну, антикомуністичну партію «Національна Єдність» (норв. Nasjonal Samling), у якій його було обрано лідером (фюрером). Спочатку партія сповідувала консервативні, релігійні принципи і користувалася підтримкою певної частини електорату. На виборах 1933 року партія отримала лише 28 000 голосів виборців і не мала жодного депутата у парламенті. Однак пізніше ідеологія партії увібрала в себе націонал-соціалістичні ідеї Німеччини і стала радикальнішою. Така зміна ідеології партії у 1935 році призвела до втрати підтримки значної частини населення: у виборах 1936 року вона отримала 14 000 голосів. Перед вторгненням Німеччини до Норвегії в 1940 році партія, очолювана Квіслінґом, перетворилася на екстремістську праворадикальну партію лише з близько 2 000 членами. Однак пізніше, після окупації країни Німеччиною, членство у «Національній Єдності», яка була єдиною легальною партією, зросло до 45 тисяч.
Квіслінґ мав добрі стосунки і користувався фінансовою та ідеологічною підтримкою нацистських лідерів Німеччини, часто відвідував нацистські збори. На зустрічі у 1939 році Квіслінґ обговорював з Адольфом Гітлером можливість окупації Норвегії і призначення його головою уряду. Сучасні історики схиляються до думки, що пропозиція Квіслінґа не була визначальною у рішенні німців окупувати Норвегію з огляду на маргінальність його політичної партії, однак вони використовували її та Квіслінґа як провідників своєї ідеології у Норвегії та пізніше як помічників окупаційного режиму .

### Міністр-президент Норвегії
9 квітня 1940 році Німеччина напала на Норвегію і окупувала її територію. Ще під час військових дій Квіслінґ вдався до державного перевороту: захопив місцеву радіостанцію у Осло і в ефірі проголосив себе прем'єр-міністром, скасував мобілізацію та наказав припинити чинити опір німецьким військам. Наступного дня, після поразки норвезької армії, німецька окупаційна влада вимагала від короля призначити Квіслінґа головою уряду, але той навідріз відмовився. Рішення короля одноголосно підтримав і парламент, який просив короля не призначати Квіслінґа та закликав народ до опору. Непопулярність Квіслінґа серед норвежців була такою сильною, що він мусив залишити владу і повернувся тільки тоді, коли призначений німцями райхскомісар Норвегії Йозеф Тербофен своїм декретом ліквідував у країні монархію та призначив його міністром-президентом у 1942 році. Своє рішення Тербовен пояснював тим, що партія Квіслінґа була єдиною, діяльність якої у Норвегії дозволяла німецька влада. 1 лютого 1942 року за підтримки німецької адміністрації Квіслінґ став міністром-президентом Норвегії.
Першими декретами Квіслінґа була заборона Комуністичної партії Норвегії, цензура преси, та заборона усіх політичних партій крім «Національної Єдності». У різних сферах суспільства та країни почала ширитися нацистська пропаганда та ідеологія, здійснена депортація євреїв до таборів смерті. На цій посаді він залишався до 9 травня 1945 року, до капітуляції Німеччини і його арешту. У тому ж році відбувся суд, на якому Квіслінґа й інших діячів партії «Національна Єдність» визнали винними у державній зраді. Йому інкримінували організацію державного перевороту у квітні 1940 року, заклики до норвежців служити у СС, депортацію євреїв та репресії проти бійців опору. За вироком суду 24 жовтня 1945 року Квіслінґ був розстріляний.

## Значення
Зрада Квіслінґа стала загальновідомою в інших країнах Європи завдяки публікації 15 квітня 1940 року статті з назвою «Скрізь Квіслінґи» в провідній газеті «The Times». У статті ім'я Квіслінґ використовувалося як визначення та синонім зрадника і завдяки цьому слово прижилося та увійшло в багато європейських мов. У сучасному вжитку це слово означає зрадника, який ставить інтереси іншої держави вище за інтереси власної і служить іноземним покровителям.
Все, що було пов'язане з ім'ям Квіслінґа, піддалося загальному осуду: Орден Британської Імперії, який він отримав за дипломатичну службу на користь Великої Британії, був відкликаний, будинок, де мешкав Квіслінґ в Осло, був перейменований і в ньому створили музей Голокосту та прав людини.

## Особисте життя
Перша дружина — Олександра Вороніна (уродженка Севастополя), одружилися 1922 року. 1923 року одружився з харків'янкою Марією Пасєчніковою.